# La tercera ola: Democratización a finales del siglo XX
La tercera ola: democratización a finales del siglo XX es un libro de 1991 de Samuel P. Huntington que describe una tercera ola de democratización tras la Revolución de los Claveles de Portugal en 1974 a la tendencia global que han visto más de 60 países en Europa, América Latina, Asia y África, que experimentaron algún tipo de transiciones democráticas.
El eslogan «la tercera ola» ha sido ampliamente utilizado entre los académicos que estudian lo que algunos consideran transiciones democráticas y democratización en gran parte del mundo en desarrollo. Sin embargo, la frase ha sido criticada, en gran parte por quienes enfatizan que las llamadas transiciones democráticas son poco más que transiciones a gobiernos semiautoritarios, correspondientes a las realidades internacionales de un mundo posterior a la Guerra Fría.

## Transición

### Causas
Según Huntington, el ascenso de la Tercera Ola se deriva de cinco factores causales principales:
- Disminución de la legitimidad de los regímenes autoritarios debido a una mayor expectativa popular de elecciones periódicas y competitivas, y/o el fracaso militar. La crisis económica de la década de 1970 tuvo un impacto masivo, especialmente en aquellos regímenes que utilizaron el crecimiento económico para legitimarse.
- El crecimiento de la producción económica mundial ayudó a modernizar muchas economías menos desarrolladas. La modernización económica, que incluye cambios estructurales como mayores tasas de urbanización, educación y una clase media en ascenso, desata una constelación de fuerzas sociales con la capacidad organizativa y la educación para presionar por la gobernabilidad democrática.
- Los cambios en la Iglesia católica provocados por el Vaticano II enfatizaron los derechos individuales y la oposición al gobierno autoritario. Este cambio de visión del mundo fue especialmente importante para los países católicos del sur de Europa y América Latina, así como para Filipinas, Polonia y Hungría.
- El factor de contingencia regional (efecto bola de nieve. Para su equivalente soviético, consulte la teoría del dominó), también conocido como efecto de demostración, ocurre cuando el éxito de la democracia en un país hace que otros países se democraticen.
- El papel desempeñado por los Estados Unidos y la Unión Europea; el presidente Jimmy Carter renovó un enfoque crítico hacia los países comunistas, volviendo a poner sobre la mesa el tema de los derechos humanos; la UE era un modelo apreciado en Europa y después de 1989 requirió normas democráticas precisas para unirse; Gorbachov contribuyó a aliviar las tensiones con los países de Europa del Este y a impulsar reformas.

Huntington citó los factores estructurales internacionales durante la década de 1970 como las fuentes causales del inicio de la Tercera Ola. Las perspectivas de membresía en la Unión Europea proporcionaron la presión necesaria para crear masas internas críticas para el impulso hacia la democracia en Portugal, España y Grecia, ya que el establecimiento de instituciones democráticas era necesario para asegurar los beneficios políticos, sociales y económicos de la membresía en las Comunidades Europeas. Como han señalado otros autores, la membresía en la UE también ha servido para inspirar cambios democráticos en varios antiguos satélites soviéticos, incluidos Polonia, Hungría y la República Checa.

### Procesos
- Transformación – Un cambio de arriba hacia abajo (controlado por la élite) desde dentro del gobierno (como lo postularon los teóricos de la teoría de la modernización).
- Transposición – Reforma negociada del régimen y del gobierno.
- Reemplazo – Ruptura del régimen (ruptura) y colapso del autoritarismo.

### Características
- Incertidumbre
- Los factores internos son primordiales. Especialmente importante es el papel de las élites y la consiguiente división en el régimen.

## Consolidación

### Problemas
- Problemas de transición (construcción institucional).
- Problemas contextuales.
- Problemas sistémicos (desempeño del nuevo régimen).

Consolidación después de la «prueba de dos rotaciones» (Huntington 1991).

### Élites
Huntington creía en la importancia de los agentes individuales en la transición a la democracia: «las democracias no son creadas por causas sino por causantes» (Huntington 1991:107). Para Huntington, la transición se basó en elecciones, percepciones, creencias y acciones de las élites, mientras que la consolidación posterior se basó en pactos y consensos de las élites.